# Tiangongprogramma

Tiangong 1

Tiangong (Chinees: 天宫) is een ruimtestation-programma van de Volksrepubliek China, met als doel het creëren van een modulair ruimtestation, vergelijkbaar met Mir. Dit programma is onafhankelijk en staat los van andere internationale ruimteactieve landen. Het programma begon in 1992 als Project 921-2. Sinds januari 2013 was China bezig met een groot meerfasig bouwprogramma dat in 2022 werd opgeleverd.
China lanceerde zijn eerste ruimtelaboratorium, Tiangong-1, op 29 september 2011. Na Tiangong-1 werd op 15 september 2016 een geavanceerder ruimtelaboratorium compleet met vrachtschip gelanceerd, genaamd Tiangong-2. Zowel Tiangong-1 als Tiangong-2 hadden een tijdelijke status. Vervolgens werd op 29 april 2021 de kernmodule (Tianhe) van het Tiangong ruimtestation gelanceerd. In de zomer van 2021 was de bemande Shenzhou 12 de eerste bemande missie naar het eerste deel van ruimtestation, In 2022 zijn twee kleinere onderzoeksmodules, Wengian en Mentian, gelanceerd en tijdens de Shenzhou 14 missie in de ruimte gekoppeld aan de Tianhe kernmodule. Sinds november 2022 is het ruimtestation operationeel en kan drie astronauten ondersteunen voor langdurige bewoning. 

## Achtergrond
Nadat de Verenigde Staten dreigden om nucleaire wapens te gebruiken tijdens de Koreaanse Oorlog,  besloot de Chinese leider Mao Zedong dat alleen een nucleaire afschrikking van zijn eigen land de veiligheid van het nieuw opgerichte China zou garanderen. Zo kondigde Mao zijn besluit aan om China's eigen strategische wapens te ontwikkelen, inclusief bijbehorende raketten. Na de lancering van de eerste kunstmatige satelliet in de geschiedenis, Spoetnik 1 door de Sovjet-Unie op 4 oktober 1957, besloot voorzitter Mao, China op gelijke voet te stellen met de supermachten ("也 要搞 要搞"), gebruikmakend van Project 581 met het idee om tegen 1959 een satelliet in een baan om de aarde te brengen om de tiende verjaardag van de VRC te viering opgericht. Het zou echter tot 24 april 1970 duren voordat dit doel werkelijkheid zou worden. Mao en Zhou Enlai begonnen op 14 juli 1967 met het bemande ruimteprogramma van de VRC. China's eerste bemande ruimtevaartuigontwerp heette in januari 1968 Shuguang -1 (曙光 一号). Project 714 werd officieel goedgekeurd in april 1971 met het doel om tegen 1973 twee astronauten de ruimte in te sturen aan boord van het Shuguang-ruimtevaartuig. Het eerste screeningproces voor astronauten was al afgelopen op 15 maart 1971 en er waren negentien astronauten gekozen. Het programma werd al snel geannuleerd vanwege politieke onrust.
Het volgende bemande ruimteprogramma was nog ambitieuzer en werd in maart 1986 voorgesteld als Project 863. Dit bestond uit een bemand ruimtevaartuig (Project 863-204) dat werd gebruikt om astronautenbemanningen naar een ruimtestation te vervoeren (Project 863-205). Verschillende ruimtevliegtuigontwerpen werden twee jaar later afgewezen en in plaats daarvan werd gekozen voor een eenvoudigere ruimtecapsule. Hoewel het project zijn doelen niet bereikte, zou het uiteindelijk Project 921 uit 1992 worden, dat het Shenzhouprogramma, het Tiangongprogramma en het Chinese ruimtestation omvatte .
Op de 50ste verjaardag van de oprichting van de VRC lanceerde China op 20 november 1999 het ruimtevaartuig Shenzhou 1 en landde het na een vlucht van 21 uur. China werd het derde land met een succesvol bemand ruimteprogramma, door Yang Liwei op 15 oktober 2003 voor de duur ruim 21 uur de ruimte in te sturen aan boord van Shenzhou 5. Het was een groot succes voor Chinese ruimteprogramma's.

## Projectgeschiedenis
In 1999 kreeg Project 921-2 officiële toestemming. Er werden twee versies van het station bestudeerd: een ruimtelaboratorium van 8 ton en een ruimtestation van 20 ton.
In 2000 werd het eerste model van het geplande ruimtestation onthuld op Expo 2000 in Hannover, Duitsland. Dit bestond uit modules die waren afgeleid van de module van het Shenzhou-ruimtevaartuig. De totale lengte van het station zou ongeveer 20 m bedragen, met een totale massa van minder dan 40 ton, met mogelijkheid tot uitbreiding door toevoeging van extra modules.
In 2001 beschreven Chinese ingenieurs een proces in drie stappen in de richting van de realisatie van Project 921. De oorspronkelijke streefdatum voor de voltooiing van het project was 2010.
- Ten eerste, bemande vlucht zelf (fase 1); dit is met succes gebeurd in 2003.
- Ten tweede, de baan van een ruimtelaboratorium (fase 2, een verkleinde versie van het oorspronkelijke model) dat alleen op korte termijn bemand zou worden en tussen de bezoeken in een geautomatiseerde modus zou blijven.
- De derde fase omvat de lancering van een groter ruimtelaboratorium, dat permanent bemand zou zijn en het eerste echte ruimtestation van China zou zijn (fase 3).

Oorspronkelijk is China van plan om Shenzhou 8 en Shenzhou 9 samen te koppelen om een meer eenvoudig ruimtelaboratorium te vormen. Er werd echter besloten om van dat plan af te zien en in plaats daarvan een klein ruimtelaboratorium te lanceren. In 2007 werden plannen openbaar gemaakt voor een "ruimtelaboratorium" van 8 ton, dat in 2010 werd gelanceerd onder de benaming Tiangong 1. Dit zou een laboratoriummodule van acht ton zijn met twee koppelpoorten. Latere vluchten (Shenzhou 9 en Shenzhou 10) zullen koppelen bij het laboratorium.
Op 29 september 2008 verklaarde Zhang Jianqi (张建启), vice-directeur van Chinese ruimtevaarttechniek met bemanning, in een interview met China Central Television dat Tiangong 1 8 ton zal wegen. Shenzhou 8, Shenzhou 9 en Shenzhou 10 zullen allemaal ruimteschepen zijn die om beurt aan Tiangong 1 zullen koppelen.
Op 1 oktober 2008 verklaarde Shanghai Space Administration, dat deelnam aan de ontwikkeling van Shenzhou 8, dat ze geslaagd waren in de gesimuleerde experimenten voor het aanleggen van Tiangong 1 en Shenzhou 8.
Op 16 juni 2012 werd Shenzhou 9 gelanceerd vanaf het Jiuquan Satellite Launch Center in Binnen-Mongolië, China, met een bemanning van drie astronauten. Het Shenzhou-vaartuig is met succes gekoppeld bij het Tiangong-1-laboratorium op 18 juni 2012 om 06:07 UTC, waarmee het eerste bemande ruimtevaartuig van China koppelde.
Op 11 juni 2013 lanceerde China Shenzhou 10 met een bemanning van drie astronauten op weg naar Tiangong 1.
Het 60 ton zware grote modulaire ruimtestation dat simpelweg Tiangong heet werd uitgesteld tot ~ 2020-2022 en is geschikt om drie astronauten langdurig te huisvesten. De eerste module, genaamd Tianhe werd op 29 april 2021 gelanceerd. Op 17 juni werd Shenzhou 12 met een driekoppige bemanning gelanceerd die als eerste het ruimtestation bezoekt. Rond de lancering werd bekend dat er inmiddels ook ESA-astronauten aan het trainen zijn voor een missie naar het Tiangong.

## Details

### Ruimtelaboratoriumfase
Chinese inspanningen om LEO-ruimtestationcapaciteiten te ontwikkelen, begonnen met een laboratoriumfase in de ruimte, met de lancering van drie Tiangong-testvoertuigen (later teruggebracht tot twee) die qua functie vergelijkbaar waren met de ruimtestations die de Sovjet-Unie in het kader van het Saljoetprogramma gebruikte.

#### Tiangong 1 doelvoertuig

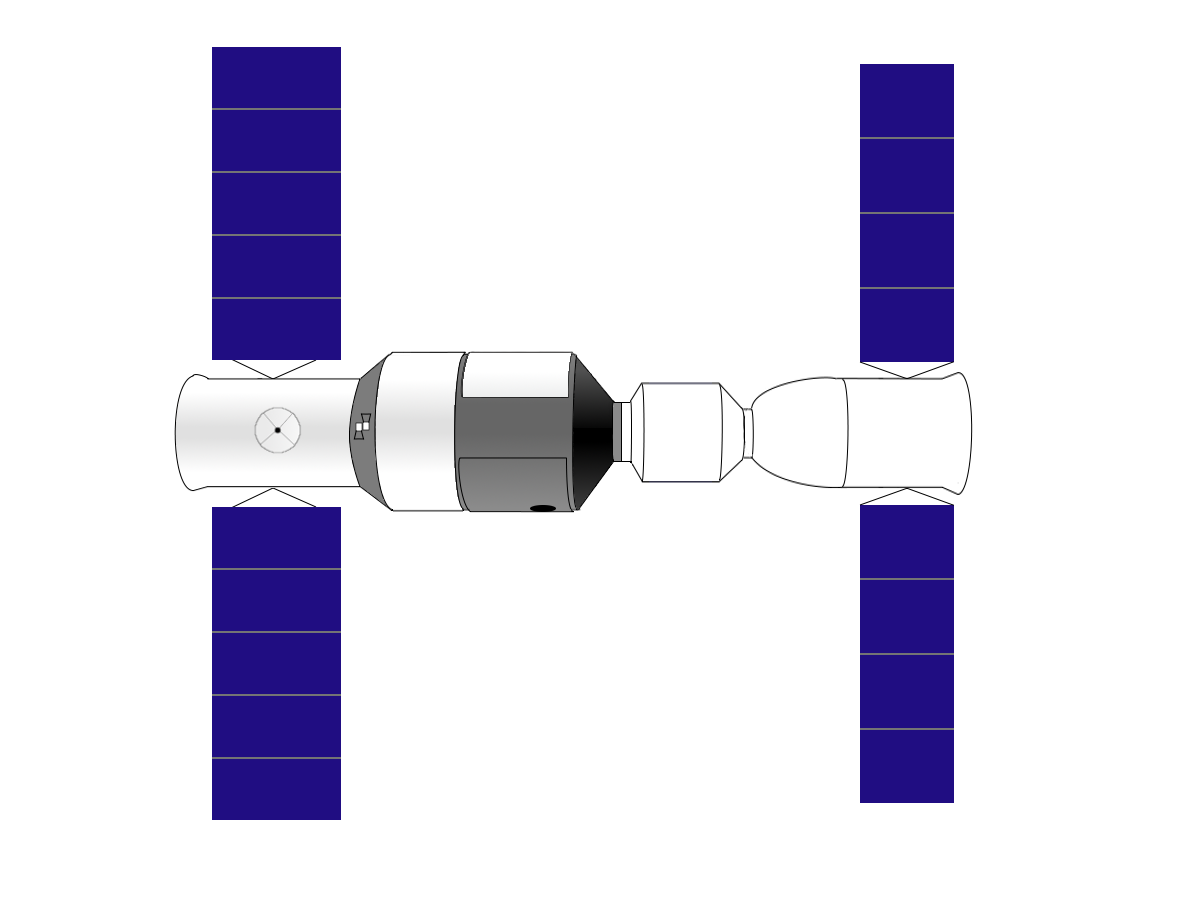
Tekening van Shenzhou gekoppeld aan Tiangong 1

Het Chinese koppel-doel bestaat uit een voortstuwingsmodule (onderzoek) en een module onder druk voor experimenten, met aan beide uiteinden een koppelmechanisme. De koppelpoort van het experimentgedeelte ondersteunt automatisch koppelen.  De lengte is 10,5 meter, de diameter is 3,4 meter,  met een massa van 8.000 kg. Gelanceerd op 29 september 2011, was het bedoeld voor een kort verblijf van een bemanning van drie astronauten. De tweede koppelpoort, op de voortstuwingsmodule, werd afgeschermd van fotografie binnen en buiten de module. Tiangong-1 raakte in september 2016 op drift en verbrandde bij de ongecontroleerde terugkeer in de atmosfeer op 2 april 2018 om 00:16 UTC.

#### Tiangong 2 ruimtelaboratorium

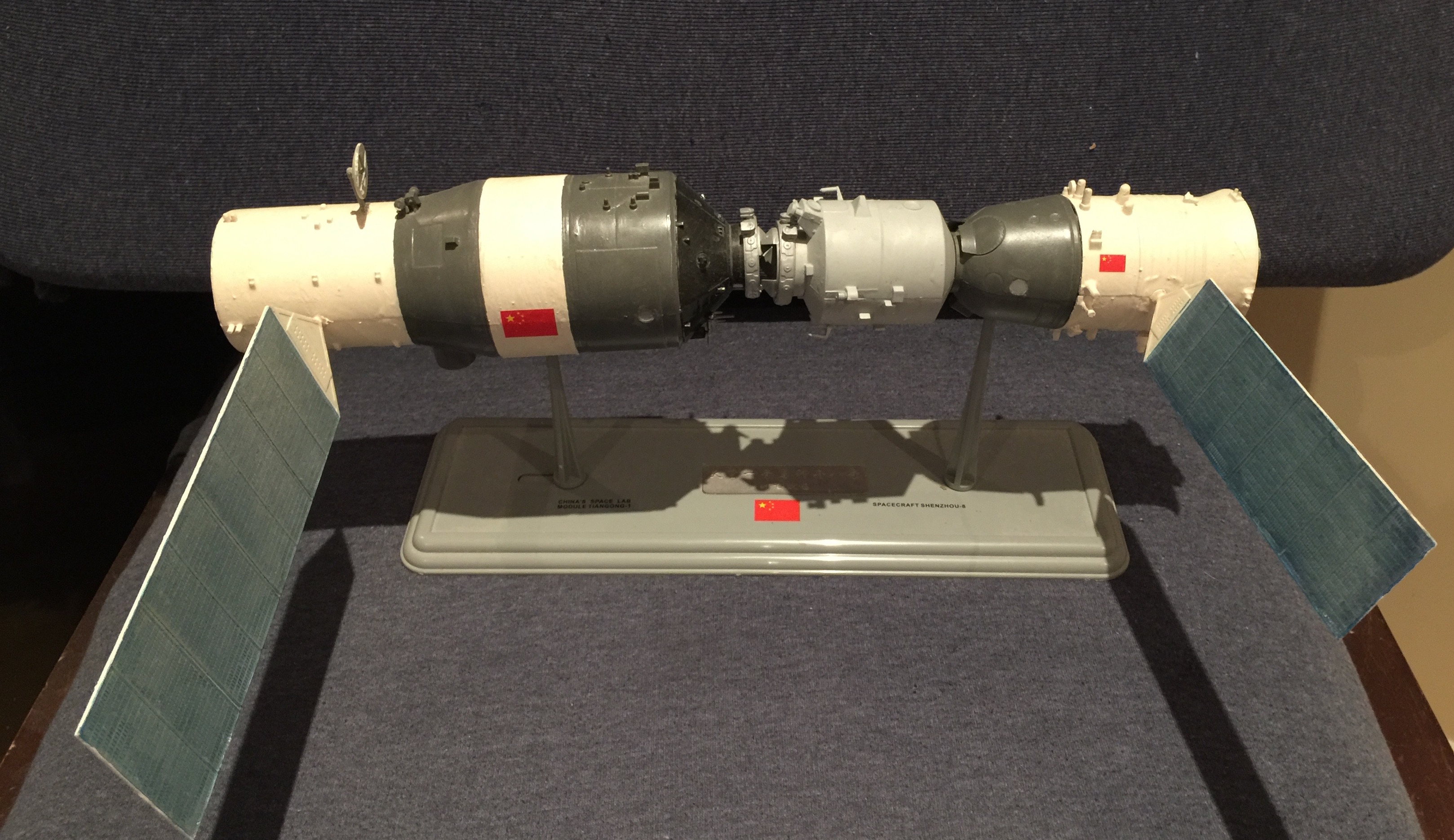
Model van een Shenzhou gekoppeld aan Tiangong 2.

Een tweede en een derde teststation was oorspronkelijk gepland om aan het uiteindelijke modulaire station vooraf te gaan. Deze zouden 14,4 meter lang zijn, met een diameter van 4,2 meter, en wegen tot 20.000 kg.  De tweede zou levensondersteuning bieden aan een bemanning van twee personen gedurende 20 dagen, en de derde een bemanning van drie gedurende 40 dagen.  Alle doelstellingen van deze twee stations werden later echter samengevoegd tot één project  en de omvang werd teruggebracht tot minder dan 10.000 kilogram.
Het resulterende Tiangong 2 ruimtelaboratorium werd gelanceerd op 15 september 2016. Het station deed op 19 juli 2019 een gecontroleerde terugkeer en brandde boven de Stille Zuidzee op.

#### Tiangong 3
Een derde ruimtestation werd voorgesteld, maar werd later geannuleerd ten gunste van de ontwikkeling van het nieuwe grote modulaire station.

### Tiangong-ruimtestation
In 2011 werd bekend dat het toekomstige Chinees ruimtestation in de periode van 2020 tot 2022 zou worden samengesteld. De bouw was in eerste instantie mede afhankelijk van de datum van de afscheiding en mogelijk hergebruik van verschillende modules uit het Russische deel van het internationale ruimtestation (ISS) wat uit zes onderdelen bestaat. Met die onderdelen zou een nieuw Russisch ruimtestation, het Orbital Piloted Assembly and Experiment Complex (OPSEK), kunnen worden gebouwd maar na een verklaring in september 2017 zei het hoofd van Roskosmos Igor Komarov dat de technische haalbaarheid van het scheiden van het station om OPSEK te vormen was onderzocht en dat er nu "geen plannen om het Russische segment van het ISS te scheiden".
Tiangong is opgebouwd uit drie aan elkaar gekoppelde modules in een T-vorm, kernmodule Tianhe en de twee laboratoriummodules Wentian en Mengtian die in 2021 en 2022 zijn gelanceerd en in de ruimte zijn gekoppeld.

## Internationale samenwerking
Na het succes van de Chinese lancering van de bemande ruimtevaart, toonde een Chinese functionaris belangstelling voor deelname aan het International Space Station-programma. In 2010 verklaarde ESA-directeur-generaal Jean-Jacques Dordain dat zijn bureau bereid was om aan de andere vier partners voor te stellen om China, India en Zuid-Korea uit te nodigen om zich bij het ISS-partnerschap aan te sluiten. China heeft aangegeven bereid te zijn verder samen te werken met andere landen op het gebied van bemande exploratie. Amerika hield tot nog toe de deur dicht voor China. 
Ruimtevaartuig: Shenzhou · Tianzhou

Onbemand: Shenzhou 1 · Shenzhou 2 · Shenzhou 3 · Shenzhou 4 · Shenzhou 8

Bemand afgerond: Shenzhou 5 · Shenzhou 6 · Shenzhou 7 · Shenzhou 9 · Shenzhou 10 · Shenzhou 11 · Shenzhou 12 · Shenzhou 13 · Shenzhou 14 · Shenzhou 15 · Shenzhou 16 · Shenzhou 17 · Shenzhou 18

Bemand bezig: Shenzhou 19

Bemand gepland: Shenzhou 20 · Shenzhou 21

Gerelateerd: Tiangongprogramma · Tiangong 1 · Tiangong 2 · Tiangong ruimtestation · Lijst van bemande expedities naar het ruimtestation Tiangong · Lange Mars (raketfamilie) · Lanceerbasis Jiuquan